# 門前谷村
門前谷村（もんぜんだにむら）は、かつて新潟県岩船郡にあった村。

## 沿革
- 1889年（明治22年）4月1日 - 町村制施行に伴い岩船郡門前村、小谷村、大栗田村、大関村、鋳物師村、菅沼村、赤沢村が合併し、門前谷村が発足。
- 1901年（明治34年）11月1日 - 岩船郡山辺里村と合併し、山辺里村を新設して消滅。